# Bahnstrecke Nemotice–Koryčany
| Kursbuchstrecke (SŽ): | 345                  |                                  |                                  |
| Streckenlänge: | 4,816 km             |                                  |                                  |
| Spurweite: | 1435 mm (Normalspur) |                                  |                                  |
| Streckengeschwindigkeit: | 30 km/h              |                                  |                                  |
| |                      |                                  |                                  |
| \| \| \| von Vlárský průsmyk (vorm. StEG) \| \| \| \| 0,000 \| Nemotice \| Nemotice \| \| \| \| nach Brno (vorm. StEG) \| \| \| \| 2,570 \| Mouchnice \| Mouchnice \| \| \| 4,816 \| Koryčany \| Koryčany \| \| \| \| Anst Fa. Koryna \| \| |                      |                                  |                                  |
| Strecke |                      | von Vlárský průsmyk (vorm. StEG) | von Vlárský průsmyk (vorm. StEG) |
| Bahnhof | 0,000                | Nemotice                         | Nemotice                         |
| Abzweig geradeaus und nach links |                      | nach Brno (vorm. StEG)           | nach Brno (vorm. StEG)           |
| ehemaliger Haltepunkt / Haltestelle | 2,570                | Mouchnice                        | Mouchnice                        |
| Dienststation / Betriebs- oder Güterbahnhof | 4,816                | Koryčany                         | Koryčany                         |
| |                      | Anst Fa. Koryna                  |                                  |

Die Bahnstrecke Nemotice–Koryčany ist eine regionale Eisenbahnverbindung in Tschechien, die ursprünglich als staatlich garantierte Lokalbahn Nemotitz–Koritschan (tschech.: Místní dráha Nemotice–Koryčany) und betrieben wurde. Die Strecke führt von Nemotice (Nemotitz) nach Koryčany (Koritschan). Sie dient heute nur noch als Anschlussbahn für einen Industriebetrieb.
Nach einem Erlass der tschechischen Regierung ist die Strecke seit dem 20. Dezember 1995 als regionale Bahn („regionální dráha“) klassifiziert.

## Geschichte
Am 21. April 1906 wurde „dem Gutsbesitzer Ludwig Wittgenstein in Wien die erbetene Konzession zum Baue und Betriebe einer als normalspurige Lokalbahn auszuführenden nur für den öffentlichen Güterverkehr bestimmten Lokomotiveisenbahn von der Station Nemotitz der priv. österr. ungar. Staatseisenbahn-Gesellschaft nach Koritschan“ erteilt.

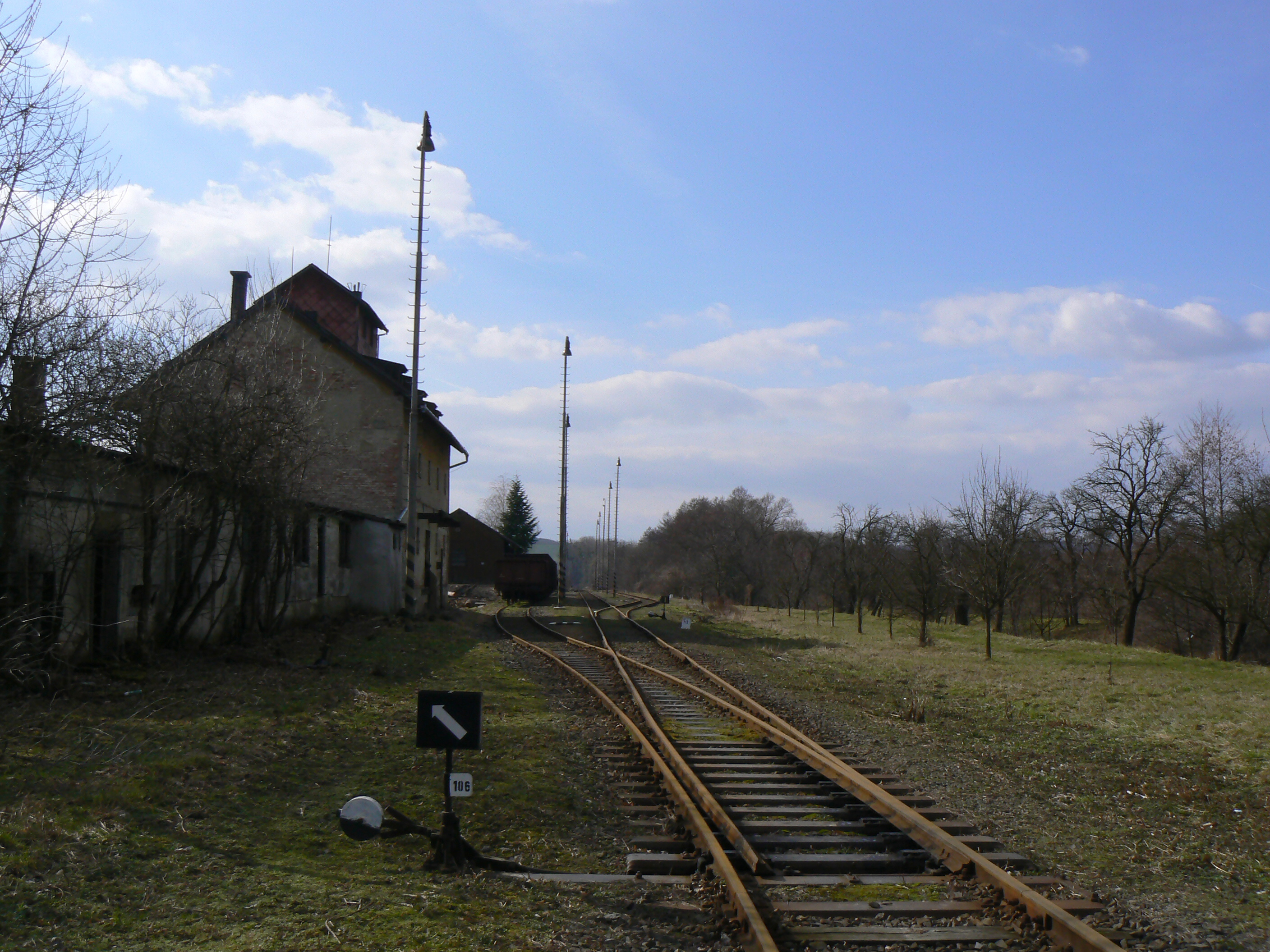
Bahnhof Koryčany (2008)

Am 1. Juni 1908 wurde die Strecke eröffnet. Den Betrieb führte die priv. Österreichisch-ungarische Staatseisenbahngesellschaft (StEG) für Rechnung der Eigentümer aus. Nach deren Verstaatlichung 1909 ging die Betriebsführung an die k.k. Staatsbahnen (kkStB) über. Nach dem Ersten Weltkrieg traten an Stelle der kkStB die neu gegründeten Tschechoslowakischen Staatsbahnen (ČSD). 
1920 wurde auf der Strecke auch der Reiseverkehr aufgenommen.
Im Zweiten Weltkrieg lag die Strecke zur Gänze im Protektorat Böhmen und Mähren. Betreiber waren jetzt die Protektoratsbahnen Böhmen und Mähren (ČMD-BMB). Am 9. Mai 1945 kam die Strecke wieder vollständig zu den ČSD. Nach dem Zweiten Weltkrieg wurde die Lokalbahn Nemotitz–Koritschan per Gesetz verstaatlicht.
Am 1. Januar 1993 ging die Strecke im Zuge der Auflösung der Tschechoslowakei an die neu gegründeten České dráhy (ČD) über. Seit 2003 gehört sie zum Netz des staatlichen Infrastrukturbetreibers Správa železniční dopravní cesty (SŽDC).
Der Reiseverkehr wurde am 31. Mai 1980 eingestellt. 1997 wurde die Strecke zu einer nichtöffentlichen Anschlussbahn umgewandelt.

## Fahrzeugeinsatz
Für Rechnung der Lokalbahn Nemotitz–Koritschan beschaffte die StEG eine dreifachgekuppelte Tenderlokomotive von der Lokomotivfabrik Floridsdorf. Sie erhielt den Namen KORITSCHAN. Die kkStB bezeichnete die Lokomotive als 462.01, die ČSD als 302.001. 1950 wurde der Einzelgänger ausgemustert.